# Le Philosophe Bon-Bon
Le Philosophe Bon-Bon (Bon-Bon) est une nouvelle d'Edgar Allan Poe publiée pour la première fois en décembre 1832. Traduite en français par Émile Hennequin, elle fait partie du recueil Contes grotesques.

## Résumé
Dans un Rouen historique, Pierre Bon-Bon, philosophe et restaurateur, reçoit une nuit la visite du diable dans son établissement du Cul-de-sac Lefebvre. Le visiteur se présente sous l'apparence d'un homme mince vêtu de noir, portant des lunettes vertes qui dissimulent l'absence d'yeux dans ses orbites.
Le diable engage une conversation avec Bon-Bon sur la philosophie et les philosophes de l'Antiquité : il prétend avoir connu personnellement Aristote, Platon, Épicure et d'autres penseurs. Il révèle qu'il collectionne et déguste les âmes des philosophes, et compare leurs qualités gustatives. Il montre également un contrat signé par un certain "V." qui lui a vendu son âme.
Bon-Bon, de plus en plus ivre au fil de la conversation, finit par proposer sa propre âme au diable, suggérant diverses façons de la cuisiner. Le diable refuse poliment, invoquant l'état d'ébriété du philosophe, et disparaît. Bon-Bon tente de lui lancer une bouteille, mais fait tomber la lampe et s'écroule.